# Językoznawstwo synchroniczne
Językoznawstwo synchroniczne (od gr. syn „razem”, chronos „czas”) – działy językoznawstwa, których przedmiotem jest badanie systemu językowego w danej chwili, bez względu na historię języka jako całości, jak i na historię poszczególnych jego elementów. Językoznawstwo synchroniczne bada więc wszystkie elementy danego języka (danych języków) współwystępujące w określonym czasie, a także relacje między tymi elementami, abstrahuje natomiast zupełnie od historycznej genezy poszczególnych zjawisk.
Czasem mówi się o językoznawstwie synchronicznym jako o badaniu „przekrojów” języka poszczególnych epok (należy sobie wyobrazić język przestrzennie – jako wijącego się przez epoki, nieustannie ewoluującego węża). Każdy taki przekrój to osobny, w pełni autonomiczny system, funkcjonalnie niezależny od pozostałych przekrojów (choć powiązany z nimi genetycznie). 
Ścisłe oddzielenie językoznawstwa synchronicznego od diachronicznego postulował Ferdynand de Saussure – miał to być podstawowy warunek umożliwiający badanie struktury gramatycznej języka. Od ostatniej ćwierci XX wieku imperatywu tego nie traktuje się już w językoznawstwie tak poważnie. Coraz częściej w pracach synchronicznych wskazuje się na wagę procesów historycznych. Metaforycznie często mówi się o „pamięci” języka – o obecności w elementach i strukturach danej epoki jak gdyby „uśpionej”, skumulowanej wiedzy o fazach rozwojowych poprzednich epok.